# Уліка-Національне
У́ліка-Націона́льне (рос. Улика-Национальное) — село у складі Хабаровського району Хабаровського краю, Росія. Адміністративний центр Уліка-Національного сільського поселення.

## Населення
Населення — 155 осіб (2010; 143 у 2002).
Національний склад (станом на 2002 рік):
- нанайці — 91 %